# Duplominona
Duplominona is een geslacht van platwormen (Platyhelminthes) uit de familie Monocelididae. De wetenschappelijke naam van het geslacht werd voor het eerst geldig gepubliceerd in 1966 door Karling.

## Soorten
- Duplominona amnica (Ball & Hay, 1977)
- Duplominona axi Martens & Curini-Galletti, 1989
- Duplominona brasiliensis Curini-Galletti, 2014[2]
- Duplominona canariensis Ehlers & Ehlers, 1980
- Duplominona corsicana Martens, 1984
- Duplominona cynaroides Martens & Curini-Galletti, 1989
- Duplominona darwinensis Martens & Curini-Galletti, 1989
- Duplominona filiformis Ax, 2008
- Duplominona galapagoensis Ax & Ax, 1977
- Duplominona istanbulensis (Ax, 1959)
- Duplominona japonica Ax, 2008
- Duplominona kaneohei Karling, Mack-Fira & Dörjes, 1972
- Duplominona karlingi Ax & Ax, 1977
- Duplominona krameri Ax & Ax, 1977
- Duplominona longicirrus Martens, 1984
- Duplominona makassarensis Martens & Curini-Galletti, 1989
- Duplominona mica (Marcus, 1951)
- Duplominona muslimini Martens & Curini-Galletti, 1989
- Duplominona paucispina Martens, 1984
- Duplominona samalonae Martens & Curini-Galletti, 1989
- Duplominona septentrionalis Martens, 1983
- Duplominona sieversi Ax & Ax, 1977
- Duplominona stilifera Sopott-Ehlers & Ax, 1985
- Duplominona sulawesiensis Martens & Curini-Galletti, 1989
- Duplominona tridens (Marcus, 1954)
- Duplominona aduncospina Curini-Galletti, Stocchino & Norenburg, 2019
- Duplominona terdigitata Curini-Galletti, Stocchino & Norenburg, 2019
- Duplominona pusilla Curini-Galletti, Stocchino & Norenburg, 2019
- Duplominona bocasana Curini-Galletti, Stocchino & Norenburg, 2019
- Duplominona dissimilispina Curini-Galletti, Stocchino & Norenburg, 2019
- Duplominona chicomendesi Curini-Galletti, Stocchino & Norenburg, 2019
- Duplominona macrocirrus Curini-Galletti, Stocchino & Norenburg, 2019
- Duplominona diademata Curini-Galletti, Stocchino & Norenburg, 2019
- Duplominona puertoricana Curini-Galletti, Stocchino & Norenburg, 2019

### Synoniemen
- Duplominona instanbulensis Ax, 1959 => Duplominona istanbulensis (Ax, 1959)
- Duplominona westbladi Karling, 1966 => Duploperaclistus westbladi (Karling, 1966)